# Rue Émile-Cartailhac
La rue Émile-Cartailhac (en occitan : carrièra Emili Cartailhac) est une voie de Toulouse, chef-lieu de la région Occitanie, dans le Midi de la France.

## Situation et accès

### Description
La rue Émile-Cartailhac est une voie publique. Elle traverse le quartier Arnaud-Bernard, dans le secteur 1 - Centre.
La rue Émile-Cartailhac naît perpendiculairement à la rue de la Chaîne, dans le prolongement de l'axe formé par la place du Peyrou, la rue Albert-Lautman, la place Anatole-France et la rue Valade, aboutissant à la place Saint-Pierre. Orientée au nord-est, longue de seulement 76 mètres, elle se termine face au musée Saint-Raymond, au carrefour de la place Saint-Sernin et de la rue des Trois-Renards.
La chaussée compte une seule voie de circulation automobile en sens unique, de la rue des Trois-Renards vers la place du Peyrou. Elle appartient à une zone de rencontre et la vitesse y est limitée à 20 km/h. Il n'existe ni bande, ni piste cyclable, quoiqu'elle soit à double-sens cyclable.

### Voies rencontrées
La rue Émile-Cartailhac rencontre les voies suivantes, dans l'ordre des numéros croissants (« g » indique que la rue se situe à gauche, « d » à droite) :
1. Rue de la Chaîne (g)
2. Place du Peyrou (d)
3. Place Saint-Sernin (g)
4. Rue des Trois-Renards (d)

### Transports
La rue Émile-Cartailhac est parcourue par la navette Ville. Les stations de métro les plus proches sont les stations Compans-Caffarelli et Jeanne-d'Arc, sur la ligne de métro , et la station Capitole, sur la ligne .
La rue Émile-Cartailhac ne possède pas de station de vélos en libre-service VélôToulouse, mais il s'en trouve plusieurs dans les rues voisines : la station no 31 (7 rue des Salenques), la station no 32 (8 rue des Trois-Renards) et la station no 54 (10 rue de la Chaîne).

## Odonymie

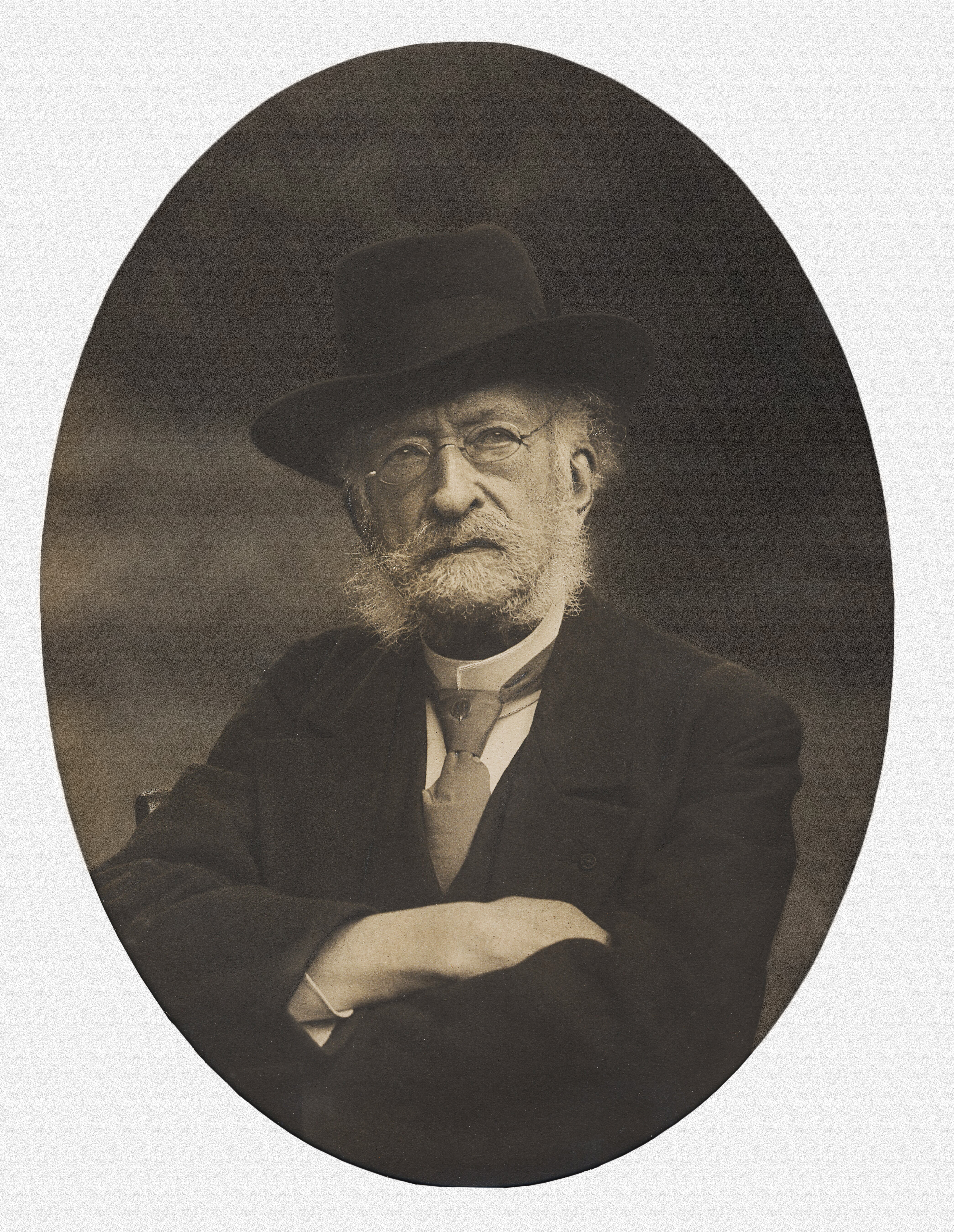
La dernière photographie de Cartailhac. Cliché Chevalier. Mai 1921 (Muséum de Toulouse).

Le nom de la rue rend hommage à Émile Cartailhac (1845-1921), préhistorien toulousain, créateur, avec Eugène Trutat et Jean-Baptiste Noulet de la « galerie des cavernes » au muséum de la ville – la première au monde à exposer du mobilier préhistorique –, et enfin premier directeur du musée Saint-Raymond, qui domine la rue. Il vécut par ailleurs dans une rue voisine, dans un immeuble de la rue de la Chaîne (actuel no 7).
Au Moyen Âge, la rue eut des noms différents. Au XIVe siècle, elle portait, avec les actuelles place du Peyrou, qui la prolonge à l'ouest, et rue des Trois-Renards, qui la prolonge à l'est, le nom de rue du Puits-de-Lauzun. On sait que ce puits se trouvait sur le sol de l'actuelle place du Peyrou, au carrefour des actuelles rues des Lois, Albert-Lautman et des Salenques. Ce nom de Lauzun, dont l'origine est également peu claire, ferait référence, pour Pierre Salies, à un dépôt de lauzes (lausas en occitan), des pierres plates utilisées pour couvrir les bâtiments et utilisées lors de la construction de l'abbaye et de l'église Saint-Sernin. En 1794, pendant la Révolution, la rue devint rue Franklin, en l'honneur du héros de la Révolution américaine et de l'indépendance des États-Unis, Benjamin Franklin, mais ce nom ne subsista pas.

## Histoire
En février 2020, après un rapide diagnostic archéologique mené en septembre 2019, le jardin Cartailhac est réaménagé et ouvert au public.

## Patrimoine et liens d'intérêt

### Immeubles
- no  16 : immeuble. 

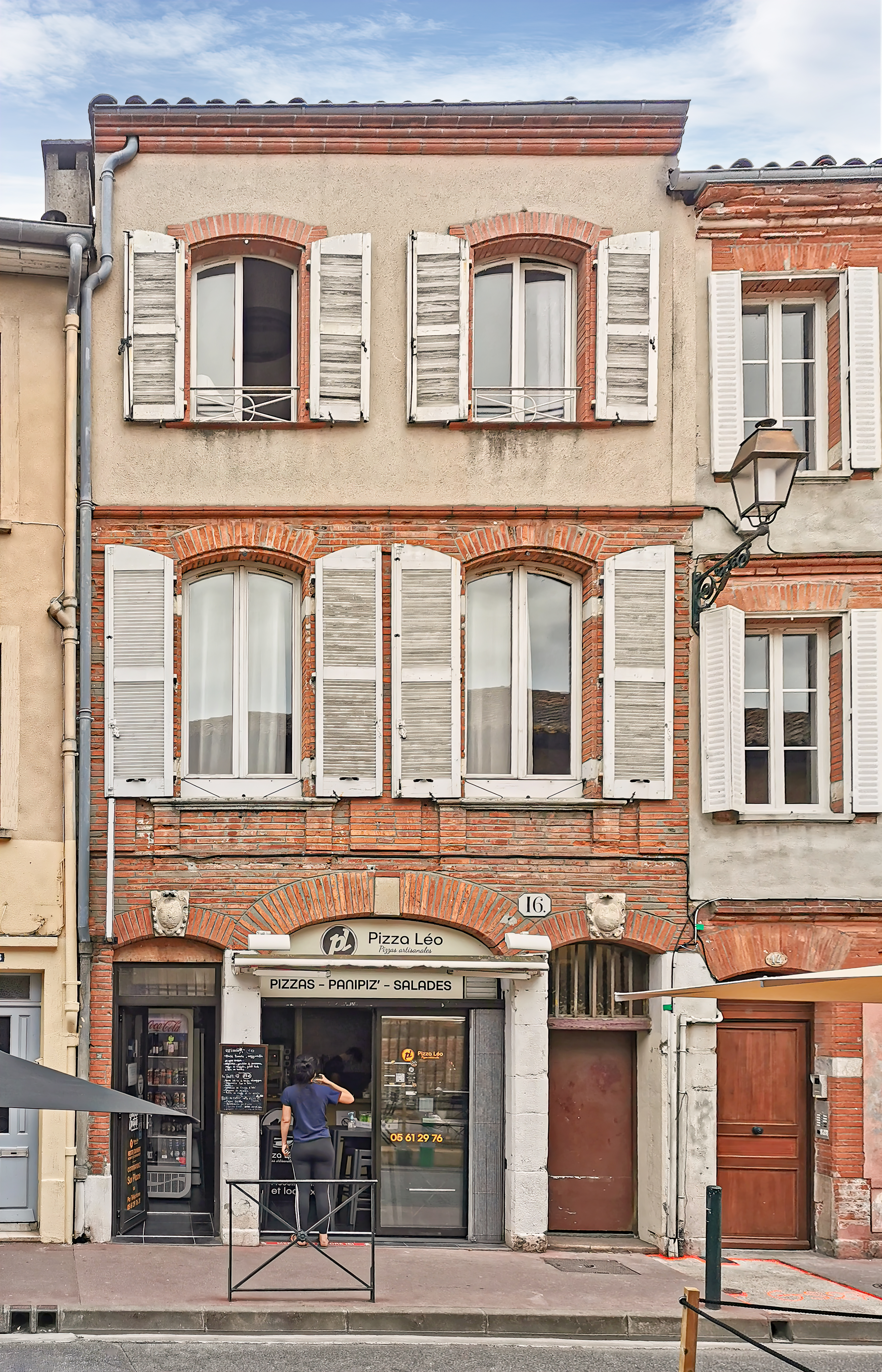
no 16 : immeuble.

L'immeuble, de style classique, est construit dans la première moitié du XVIIIe siècle. Au rez-de-chaussée, une grande arcade de boutique est encadrée de deux arcades plus étroites, ornées d'agrafes sculptées en forme de cuir découpé. Au 1er étage, la façade est encadrée par des dosserets et les fenêtres sont séparées par un motif de table[6].

- no  27 : immeuble. 
L'immeuble, de style classique, est construit au XVIIIe siècle, à l'angle de la place Saint-Sernin. À son emplacement se trouvait, au XVIe siècle, le collège fondé par Pierre de Papillon[7]. Il appartient à Toulouse Métropole et abrite plusieurs associations d'anciens combattants et de victimes de guerre : l'Association républicaine des anciens combattants (A.R.A.C.), l'Association nationale des cheminots anciens combattants (A.N.C.A.C.), les Garibaldiens, l'Association nationale des anciens combattants et ami(e)s de la Résistance (A.N.A.C.R.), l'Union française des associations de combattants (U.F.A.C.), l'A.S.F.I., et le D.A.E.G.

- no  28 : immeuble. 
L'immeuble, de style classique, est construit dans la deuxième moitié du XVIIIe siècle, à l'angle de la rue des Trois-Renards. Il s'élève sur trois niveaux : un rez-de-chaussée, séparé des étages par un cordon mouluré, et deux étages. Au rez-de-chaussée, la porte est surmontée d'une corniche. Au 1er étage, les fenêtres sont également surmontées d'une corniche, et ont des garde-corps en fer forgé aux motifs géométriques du début du XIXe siècle. Le 2e étage est couronné par une corniche, surmontée d'un garde-corps à balustres en fer forgé, également au début du XIXe siècle au niveau de la terrasse qui forme le 3e étage[8].

### Équipements publics
- gymnase Saint-Sernin. 
Le nouveau gymnase Saint-Sernin est aménagé en 1977 par l'architecte des bâtiments de France Bernard Calley. La structure moderne s'intègre dans le paysage par un revêtement de brique dont le calepinage reprend des motifs médiévaux[9].
- jardin Émile-Cartailhac. 
Le jardin est aménagé à la suite de la construction du nouveau gymnase Saint-Sernin, qui le ferme à l'ouest. Au nord s'élève l'ancienne chapelle construite, dans le style néo-gothique, entre 1850 et 1855 lorsque les religieuses bénédictines de l'adoration perpétuelle du Très-Saint-Sacrement, qui s'étaient installé dans l'ancien hôtel Dubarry (actuel no 1 bis place Saint-Sernin), font agrandir leur couvent[10]. Le jardin, resté fermé au public, est profondément réaménagé et ouvert au public en février 2020[5].

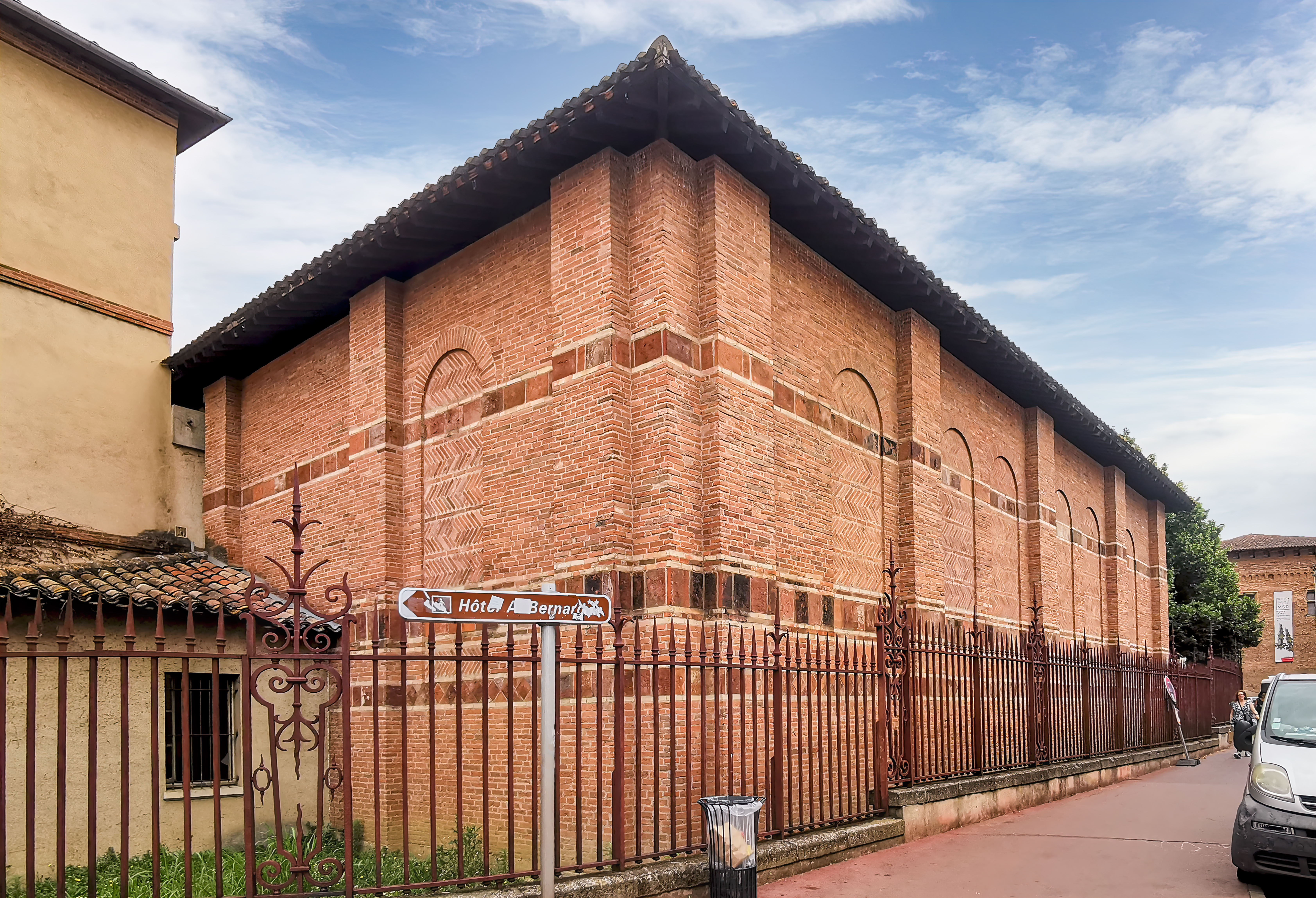
Le gymnase Saint-Sernin vu à l'angle de la rue de la Chaîne.
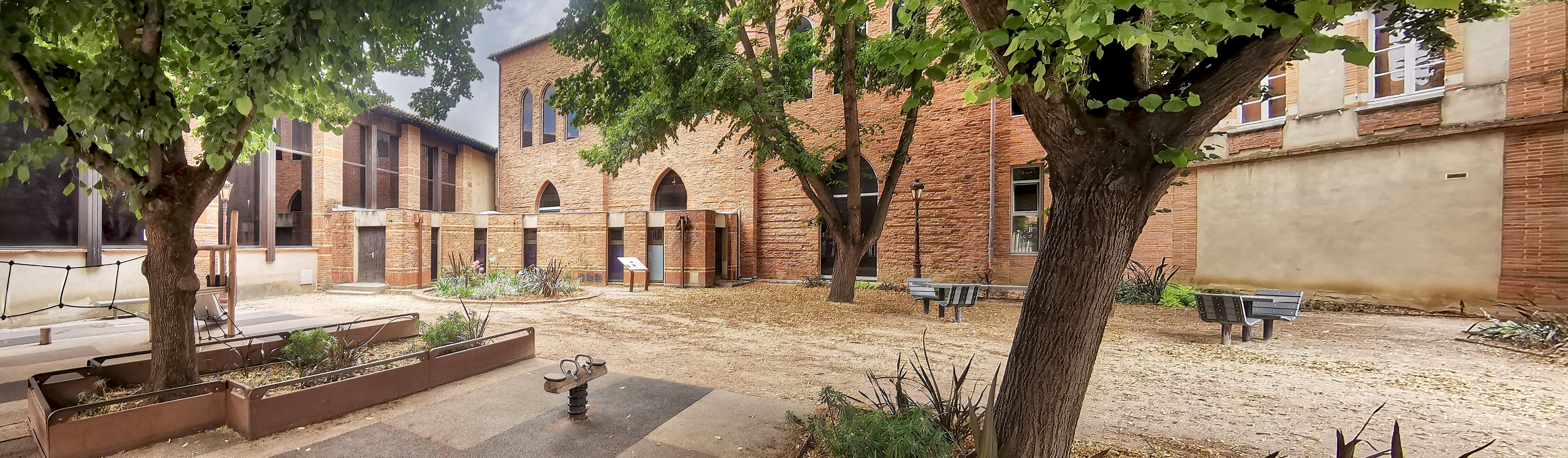
Le jardin Émile-Cartailhac.